# 田尻悠人
田尻 悠人（たじり ゆうと、1991年3月9日 - ）は、日本棋院東京本院所属の囲碁の棋士。五段。石川県金沢市出身。大淵盛人門下。

## 経歴
- 1997年 囲碁愛好家の祖父から教えられ囲碁を始める。
- 1999年 金沢大学附属小学校3年で、少年少女囲碁大会に出場し、初戦で敗れる[1]。
- 2000年 同小4年で、少年少女囲碁大会に出場し、途中敗退に終わる[2]。
- 2001年 同小5年で、少年少女囲碁大会に出場し、準優勝者の兆乾に敗れる[3]。
- 2002年 同小6年で、少年少女囲碁大会に出場し、優勝者に敗れ4位[4]。
- 2003年 金沢大学附属中学校1年で、少年少女囲碁大会中学生の部に出場し、玉井伸に敗れ5位[5]。その後大淵盛人の内弟子となり、神奈川県津久井郡相模湖町へ転居。
- 2004年 棋士採用冬季試験に臨み、13位に終わる[6]。
- 2005年 棋士採用冬季試験に臨み、同門堀本満成・関達也の次点3位で入段を逃す[7]。
- 2006年 棋士採用冬季試験に臨み、11勝4敗の1位で金沢真と共に入段を果たす[8]。

## 昇段・良績
- 2007年 初段
- 2010年2月12日 二段[9]
- 2011年 3月31日に本因坊戦最終予選に進み、7月7日に名人戦最終予選に進む。
- 2012年 三段
- 2013年 四段
- 2019年 五段

## 普及活動

### 囲碁監修
NHKの連続テレビ小説や大河ドラマなど、テレビドラマにおける囲碁シーンの監修を手掛けている。「盤上に大坂冬の陣を再現してほしい」などスタッフの要望を取り入れた盤面も考案してる。
- おんな城主 直虎（2017年、NHK）
- 西郷どん（2018年、NHK）
- 麒麟がくる（2020年、NHK）
- 青天を衝け（2021年、NHK）
- 鎌倉殿の13人（2022年、NHK）
- どうする家康（2023年、NHK）
- らんまん（2023年、NHK）

### 講師
青山学院大学で囲碁の授業を担当している。

## 著書
- 田尻悠人『誰でもカンタン! 図解で分かる古碁名局集』マイナビ出版〈囲碁人ブックス〉、2020年5月18日。ISBN 978-4839973384。
- 田尻悠人、坂倉健太『誰でもカンタン! 図解で分かる囲碁の序盤』マイナビ出版〈囲碁人ブックス〉、2019年3月13日。ISBN 978-4839968885。